# Iron Lad (cómic)
Iron Lad (Nathaniel «Nate» Richards) es un superhéroe ficticio que aparece en cómics estadounidenses publicados por Marvel Comics. El personaje aparece en particular en Jóvenes Vengadores, un equipo del que Iron Lad es miembro. Apareció por primera vez en Young Avengers # 1 (abril de 2005), creado por el escritor Allan Heinberg y el ilustrador Jim Cheung. Es una versión adolescente de Kang el Conquistador, armado con un traje biometálico que responde a sus órdenes mentales. Lleva el mismo nombre del padre de Reed Richards, quien es su ancestro.

## Biografía del personaje ficticio
El adolescente Nathaniel «Nate» Richards, de 16 años, es rescatado por su yo adulto que viaja en el tiempo, el villano Kang el Conquistador, momentos antes de que matones lo hicieran quedar hospitalizado durante años de su vida por un ataque con cuchillo, un evento que moldeó su desarrollo en un villano. Kang lleva a su yo adolescente a través del tiempo para que presencie las futuras batallas y la gloria que resultarían al transformarse en Kang el Conquistador, con la esperanza de inspirar a su yo más joven. Sin embargo, le sale el tiro por la culata y Nate se horroriza ante la vida de maldad que su yo futuro le muestra. Kang presiona a Nate para que acepte su futuro matando al matón que lo habría dejado hospitalizado. En cambio, Nate toma la tecnología de viaje en el tiempo que le dio Kang y se transporta al pasado, esperando evitar su siniestro destino.
En el pasado, busca a los Vengadores para obtener su ayuda, pero descubre que los Vengadores se disolvieron (véase la historia Avengers Disassembled). Buscando respuestas, descarga los restos del destruido sistema operativo de Visión en su armadura. Esto revela un plan de respaldo creado por el androide para reformar a los Vengadores en caso de que se disolvieran o murieran en acción, localizando a la próxima generación de Vengadores, todos los cuales tienen algún lazo con el equipo original. Usando este plan, Nate forma su nuevo equipo, los Jóvenes Vengadores, con el único propósito de derrotar a su yo futuro y remoldear su propio futuro. Crea su armadura en honor de la del vengador Iron Man, dándose el nombre de Iron Lad. Forma también una breve relación romántica con su compañera de equipo, la Joven Vengadora, Estatura (Cassie Lang).
Eventualmente, Kang llega al pasado buscando a Nate, queriendo regresar a su yo más joven a su lugar apropiado en la corriente temporal. Nate se niega a regresar, renuente a convertirse en el infame villano futuro. El equipo se enfrenta al Hombre Creciente, un robot creado por Kang, y logran derrotarlo. Kang se enfrenta contra los Vengadores restantes y los héroes adolescentes, y parece ir ganando hasta que Iron Lad le atraviesa el pecho con la espada de Hawkeye. Esto mata a Kang, pero las ramificaciones causan varios cambios en la línea de tiempo, incluyendo la muerte de todos los Vengadores y la desaparición de los Jóvenes Vengadores, Wiccan y Hulkling, así como que Jessica Jones pierda a su bebé. Iron Lad se da cuenta de que la única forma de restaurar todo es volver a su propio tiempo y asumir su papel como Kang el Conquistador. Al hacerlo, también perderá sus recuerdos de su época en el pasado como un Joven Vengador. Antes de regresar en el tiempo, le pide a sus compañeros de equipo que lo perdonen por las acciones que cometerá en el futuro y le dice adiós a Estatura. Deja atrás su armadura, que ha activado el software operativo de Visión, recreando efectivamente la armadura en un ser sensible: un «joven» e inexperto Visión, Jonas. Jonas lleva los patrones cerebrales de Nate, de manera similar a como la Visión original llevaba los de Wonder Man.
Estatura y la Visión eventualmente se sienten atraídos el uno al otro, debido inicialmente a la huella mental de Nate. Luego comienzan una relación. Mientras luchan contra el Hombre Absorbente alterado por el Cubo Cósmico, durante la historia del «Reino Oscuro», la nueva Visión (ahora miembro conjunto de los Jóvenes Vengadores y los Poderosos Vengadores) se ve afectado por la radiación cósmica del cubo y se divide en Iron Lad y en la Visión original. Iron Lad parece mantener los recuerdos de los eventos ocurridos antes de retroceder en el tiempo. Una vez el Hombre Absorbente es derrotado, Visión y Iron Lad originales se fusionan nuevamente como el nuevo Visión una vez más.
Iron Lad aparece en la miniserie de 2010 a 2012, Avengers: The Children's Crusade, en la que evita que Wolverine mate a una Wanda Maximoff amnésica y sin poderes (de quien Wolverine siente que representa una amenaza demasiado grande). Iron Lad afirma que lo hace porque el futuro depende de que sobrevivan. Poco después, el padre fallecido de Estatura, Ant-Man (Scott Lang) es traído del pasado y salvado, pero Estatura es asesinada. Iron Lad insiste en viajar al pasado a salvarla, y mata a la nueva Visión cuando éste protesta. Cuando los Jóvenes Vengadores le dicen a Iron Lad que este es probablemente el evento que lo llevará al camino de convertirse en Kang el Conquistador, él declara que «Seré mejor que Kang el Conquistador», y desaparece en la corriente temporal.
Nate, ahora con el nombre de Kid Immortus, brinda posteriormente información al Doctor Doom sobre la Future Foundation. También se lo ve en compañía de una joven Ravonna. Después de que el plan de Doom falla, Iron Lad regresa y rescata al Capitán América de la corriente temporal. Él y dos de sus futuras contrapartidas, Kang el Conquistador e Immortus, intentan mantener prisionero al Capitán América para que no pueda interferir con el plan de los Illuminati de salvar la Tierra destruyendo numerosos mundos alternos durante la historia «Time Runs Out», pero el Capitán América logra escapar.
Richards regresa una vez más como Iron Lad en la serie Exiles, junto con la miembro original Blink y miembros nuevos incluyendo a Wolvie, Peggy Carter y Valquiria, combatiendo a un conglomerado multiversal de Kangs conocido como el «Time-Eater» (Devorador del tiempo), sacrificándose luego para salvar al resto de los Exiles de un grupo de Vigilantes corruptos.

## Poderes y habilidades
La armadura de Iron Lad de Nate está compuesta de nano-metal neuroquinético y Nate puede alterar su apariencia y forma con sus pensamientos. La armadura otorga fuerza sobrehumana Iron Lad y le permite volar. También le permite lanzar explosiones de diversos tipos de energía, piratear sistemas informáticos, crear campos magnéticos y viajar en el tiempo. El vínculo psíquico de Kang con su propia armadura también le permite controlar mentalmente la armadura Iron Lad desde muy cerca.

## Otras versiones
En Qué pasa sí los Runaways había formado los Jóvenes Vengadores?, Iron Lad nunca había aprendido sobre la Iniciativa a prueba de errores de los Vengadores de Vision, sino que recluta a los Runaways como sus aliados, forzándolos a ser un verdadero equipo de superhéroes con disfraces. Aunque luego se revela que el Iron Lad que los unió era en realidad Víctor Mancha, Iron Lad se topó con el futuro de Victor cuando intentaba huir a la era de los Vengadores, con Victorioso viajando con él y utilizando a Victor para secuestrar su equipo: Kang intentar rescatar a su yo más joven resultando en la muerte de Iron Lad y en la eliminación de Kang de la historia. Después de que Victor destruye su yo futuro, se va por el cinturón del tiempo de Kang para encontrar su propio camino, dejando a los Fugitivos para continuar como Jóvenes Vengadores, Chase Stein ahora usa partes de la armadura Iron Lad después de que se lesionó en su última pelea.

## En otros medios
Iron Lad se muestra como un personaje desbloqueable en el juego móvil Marvel Avengers Academy. Aparece como parte del mini evento «Armor Wars».